# José María Blanco White
José María Blanco White, właśc. José María Blanco y Crespo, (ur. 11 lipca 1775 w Sewilli, zm. 20 maja 1841 w Liverpoolu) – hiszpański poeta i dziennikarz o irlandzkim pochodzeniu. Ksiądz, a następnie zwolennik protestantyzmu.

## Życiorys
W 1810 roku, w okresie wojen napoleońskich opuścił Hiszpanię i wyjechał do Wielkiej Brytanii, gdzie pod przybranym imieniem Blanco White prowadził działalność publicystyczną. W latach 1810–1813 założył i wydawał „El Español”, a w latach 1824–1825 „Variedades, o el Mensajero de Londres”. Na łamach „El Español” popierał dążenia niepodległościowe hiszpańskich kolonii, za co w Hiszpanii został oskarżony o zdradę stanu; natomiast w „Variedades” propagował idee romantyzmu i twórczość Waltera Scotta. W swoim dorobku miał autobiograficzne szkice literackie o Hiszpanii Letters from Spain (1822) i anglojęzyczne sonety, z których Misterious Night przez Samuela Taylora Coleridge’a został uznany za najlepszy sonet napisany w języku angielskim.
Na emigracji przeszedł na anglikanizm, a następnie przyjął unitarianizm. Cennym źródłem do poznania przeżywanych przez pisarza kryzysów ideowych i religijnych jest wydana pośmiertnie w roku 1845 trzytomowa autobiografia The Life of the Rev. Joseph Blanco White Written by Himself. Postać i dzieła na ogół zapomnianego J.M. Blanco White’a są dziś odkrywane w Hiszpanii na nowo, m.in. dzięki Juanowi Goytisolo, który zainteresował się podobnymi sobie przypadkami antykonformizmu w historii literatury hiszpańskiej i w 1974 roku poprzez Seix Barral opublikował jego Obra inglesa (pol. „Dzieła angielskie”) w uznaniu aktualności dokonanej przez niego krytyki społeczeństwa hiszpańskiego.